# Feligresía de San Andrés "Camino al Sepulcro"

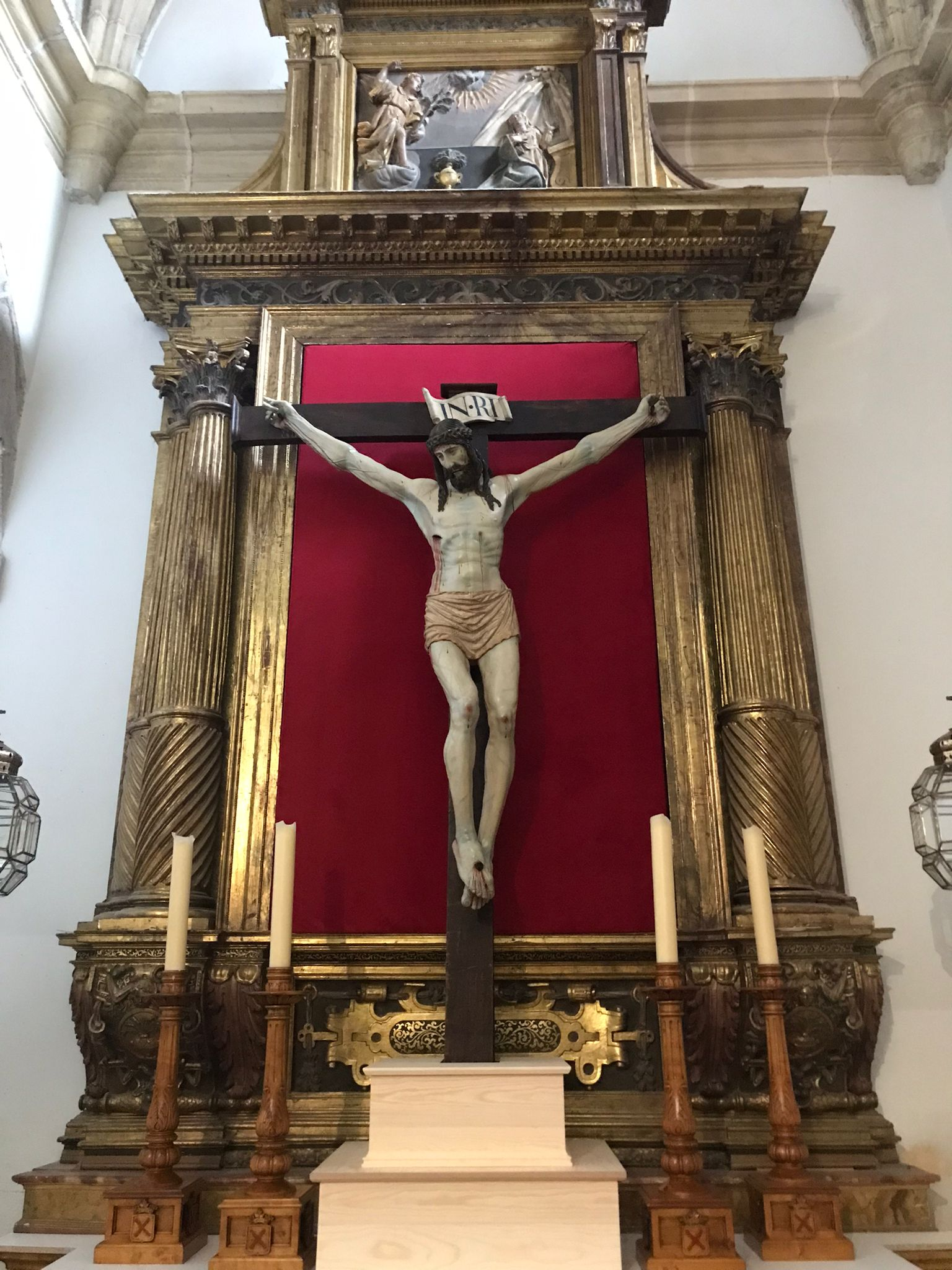
Cristo de la Paciencia en la Iglesia de San Andres

La Feligresía de San Andrés "Camino al Sepulcro" es una feligresía católica de Segovia, Castilla y León, España. Tiene su sede canónica en la iglesia de San Andrés.
La Feligresía sale en procesión el Miércoles Santo y el Viernes Santo en la Procesión de los Pasos.

## Historia
La Feligresía salió en procesión por primera vez acompañando al Cristo Yacente de la Catedral de Segovia en el Viernes Santo de 1979, en la Procesión de los Pasos, al finalizar esta, la talla del Cristo Yacente era trasladada de vuelta a la Catedral de Segovia, durante este recorrido se solía rezar el Vía Crucis, esta práctica fue relegada al Jueves Santo, durante estas procesiones, la Feligresía trasladaba al Cristo Yacente por las calles del barrio, sin embargo, en los años 90, la Catedral denegó a la feligresía el permiso para poder trasladar la imagen a la iglesia parroquial. Desde ese momento se sustituyó al Cristo Yacente por el Santo Cristo de la Paciencia para la realización del Vía Crucis. 
En el año 2007, la Feligresía consigue un paso para portar en andas al Santo Cristo de la Paciencia, además, un feligrés dona la actual cruz de guía. Cuatro años más tarde, en 2011, la Feligresía de San Andrés colaboró con la Cofradía de la Esclavitud del Santo Cristo de la Cruz para realizar una procesión  en conmemoración del 600 aniversario de la predicación de San Vicente Ferrer, en ese año, la Feligresía cede sus andas y varios componentes de la cuadrilla de costaleros a la Cofradía del Cristo del Mercado.Desde el año 2014 el Vía Crucis y posterior procesión con el Santo Cristo de la Paciencia se lleva a cabo la noche de Miércoles Santo con inicio y final en la iglesia de San Andrés recorriendo el barrio de las canonjías y parte de la judería nueva de Segovia.

## Pasos

### Cristo Yacente
Talla de madera policromada, obra de Gregorio Fernández entre 1631 y 1636. Nos presenta a un Cristo muerto de gran detalle y patetismo, el cuerpo de Cristo descansa sobre un sudario de numerosos pliegues, mientras que su cabeza reposa sobre una almohada con motivos bordados. El cuerpo está realizado con gran detalle, hilos de sangre recubren su cuerpo, en su costado derecho aparece una profunda herida de la que brota sangre y agua; los brazos están extendidos sobre el sudario y presentan las heridas de los clavos. La talla recibe culto en la Catedral de Segovia, en la capilla del Cristo Yacente.En el año 2011 el Cristo Yacente fue una de las 15 tallas elegidas para el Vía crucis de la JMJ de Madrid presidido por el Papa Benedicto XVI. La talla segoviana conformaba la decimocuarta estación "Jesús es puesto en el sepulcro". La imagen fue trasladada a Madrid siendo custodiada en la Real Casa de Correos sede de la Comunidad de Madrid y trasladada en procesión por la Feligresía hasta las inmediaciones del Vía crucis.

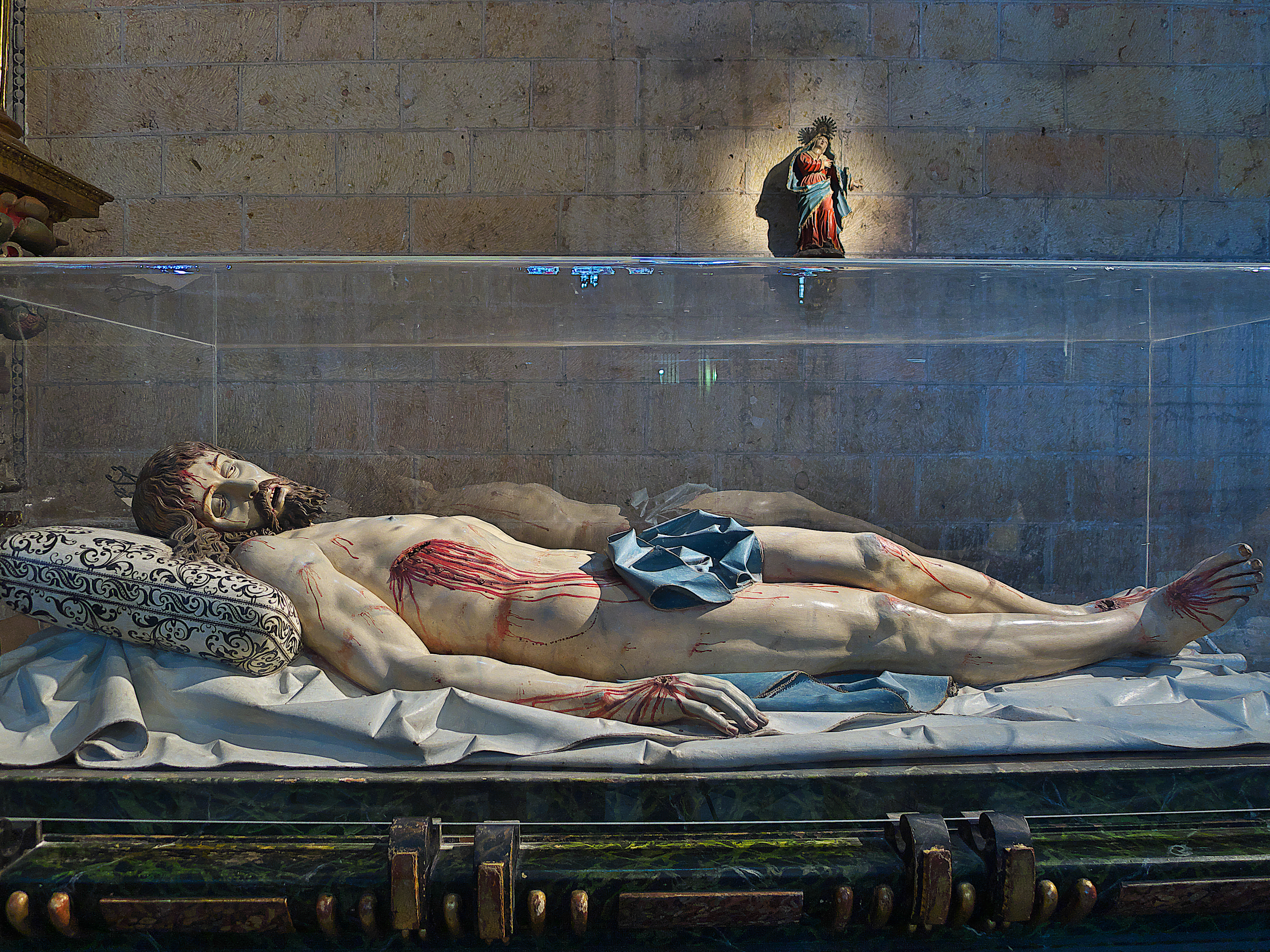
Cristo Yacente en la Catedral

### Santo Cristo de la Paciencia
La imagen es una talla de madera policromada, de autor anónimo y datada en el siglo XVI. La imagen presenta a Cristo clavado en la cruz por tres clavos, la talla está realizada con una anatomía bastante buena, típica del siglo XVI, en las que las ideas del Renacimiento están llegando a España, el paño de pureza es demasiado corto y solo tapa la mitad de los muslos.

## Hábito
Todos los feligreses que participan en los cortejos procesionales de la Feligresía llevan la misma vestimenta: hábito y caperuz sin armar negros con el escudo parroquial bordado, junto con cordón blanco exceptuando a los miembros de la banda "El Cirineo" que sustituyen el color blanco por dorado. 

## Acompañamiento
La Feligresía es acompañada por la banda "El Cirineo", la cual fue fundada en 1979. Esta banda se desdobla en dos: la banda de cornetas y tambores, la cual interpreta temas de composición propia y algunas marchas de mayor complejidad y participa en la procesión del Cristo de la Paciencia y en los certámenes de bandas, y la banda de tambores que acompaña al Cristo Yacente en la Procesión de los Pasos. Respecto a esta última, sobresale la presencia de una sola campana tubular dentro de la banda, la cual es tocada en intervalos regulares, imitando el toque a muerto de las campanas de una iglesia.